# Topontmoeting tussen Rusland en de Verenigde Staten in 2025

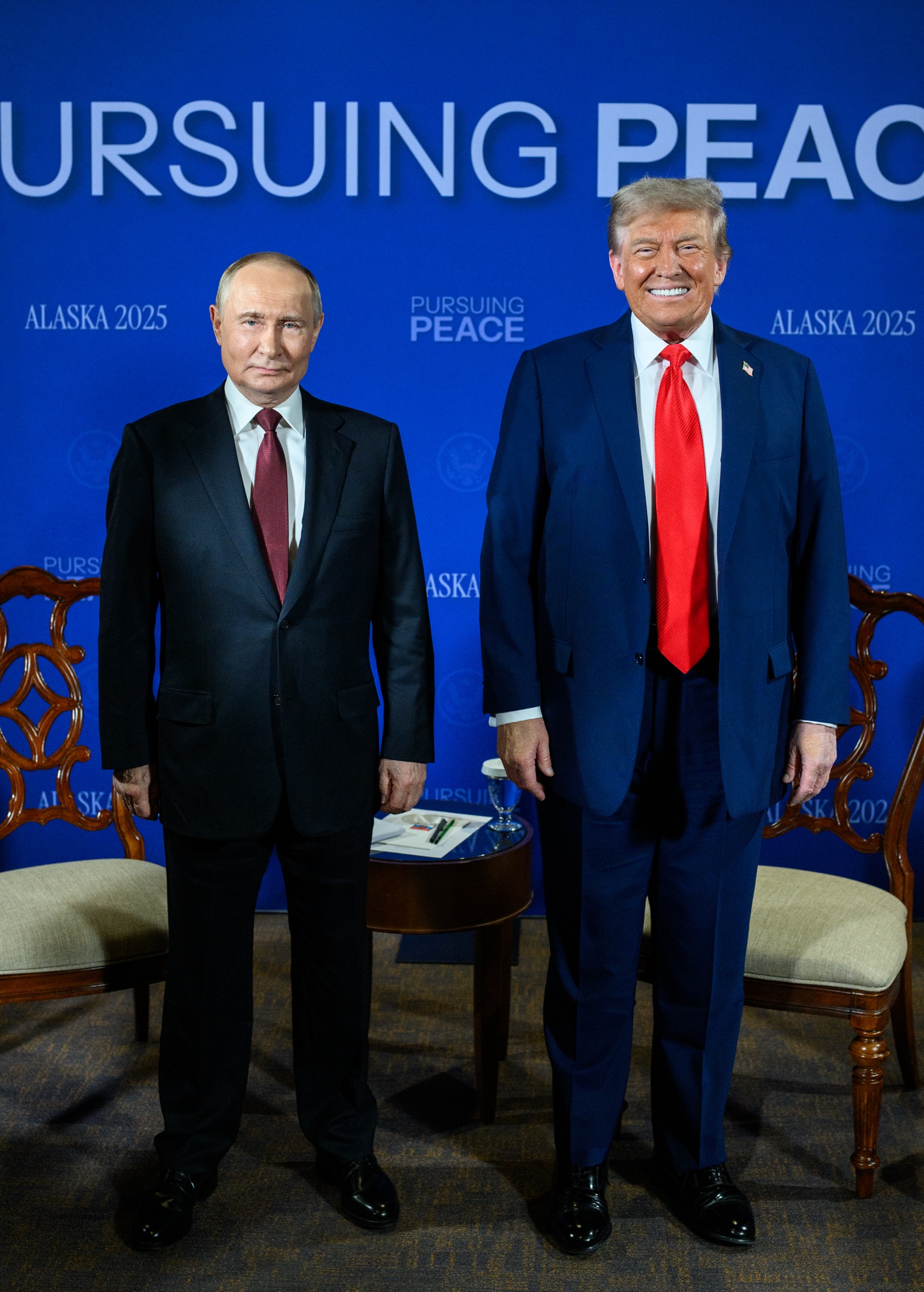
President Trump en president Poetin poseren voor een foto tijdens de topontmoeting.

De Topontmoeting tussen Rusland en de Verenigde Staten in 2025 (ook bekend als de topontmoeting tussen Trump en Poetin) was een topontmoeting tussen de Amerikaanse president Donald Trump en de Russische president Vladimir Poetin. De top vond plaats op 15 augustus 2025 op de Joint Base Elmendorf–Richardson, een militaire basis in Anchorage (Alaska).
Het belangrijkste gespreksonderwerp was de aanhoudende Russisch-Oekraïense Oorlog. De inzet van Trump was om tot een staakt-het-vuren te komen. De top eindigde zonder dat er een akkoord werd aangekondigd. Volgens Trump zijn de twee het niet eens geworden over "waarschijnlijk het belangrijkste" aspect, maar hij denkt wel dat ze tot een oplossing kunnen komen. President Trump liet later doorschemeren dat het volgens hem nu aan Oekraïne was om tot een akkoord te komen om de oorlog te beëindigen.
Ook op economisch gebied werden er geen afspraken gemaakt, inzake bijvoorbeeld het opheffen van de Amerikaanse sancties tegen Rusland.
Op maandag 18 augustus 2025 volgden er in Washington D.C. vervolggesprekken van Trump met de Oekraïense president Volodymyr Zelensky, de secretaris-generaal van de NAVO, Mark Rutte en zes Europese leiders: de voorzitter van de Europese Commissie Ursula von der Leyen, de Franse president Emmanuel Macron, de Duitse bondskanselier Friedrich Merz, de Italiaanse premier Giorgia Meloni, de Britse premier Keir Starmer en de president van Finland Alexander Stubb.